# Liste der Naturdenkmale in Neuhof (bei Fulda)
Die Liste der Naturdenkmale in Neuhof (bei Fulda) nennt die im Gebiet der Gemeinde Neuhof im Landkreis Fulda in Hessen gelegenen Naturdenkmale.
| Bild | Bezeichnung                    | Ortsteil, Lage                               | Beschreibung | Art   | Nr.      |
| ---- | ------------------------------ | -------------------------------------------- | ------------ | ----- | -------- |
| BW   | Linde auf dem Küppel           | Hattenhof 50° 28′ 3,4″ N, 9° 40′ 40,7″ O     |              | Linde | 6.31.640 |
| BW   | Linde am Rübenhof              | Hattenhof 50° 27′ 21,4″ N, 9° 40′ 29,5″ O    |              | Linde | 6.31.641 |
| BW   | Linde an der Mühle             | Hauswurz 50° 27′ 39,1″ N, 9° 28′ 49,1″ O     |              | Linde | 6.31.642 |
| BW   | Tonlöcher am Hellberg          | Hauswurz 50° 28′ 29,5″ N, 9° 29′ 4,8″ O      |              |       | 6.31.643 |
| BW   | Heidefläche „Die Heeg“         | Kauppen 50° 26′ 38,9″ N, 9° 29′ 0,6″ O       |              |       | 6.31.644 |
| BW   | Eiche am Baumgarten            | Neuhof 50° 27′ 5,3″ N, 9° 36′ 28,5″ O        |              | Eiche | 6.31.645 |
| BW   | Baumgruppe am Erlenhof (4 St.) | Neuhof 50° 25′ 57,1″ N, 9° 36′ 52,4″ O       |              |       | 6.31.646 |
| BW   | Altarme der Fliede             | Neuhof 50° 27′ 57,8″ N, 9° 38′ 58,7″ O       |              |       | 6.31.647 |
| BW   | Buche an der Herlitze          | Neuhof 50° 28′ 35,6″ N, 9° 37′ 20,9″ O       |              | Buche | 6.31.648 |
| BW   | Eiche am Brunnenhäuschen       | Rommerz 50° 26′ 58,9″ N, 9° 33′ 58,9″ O      |              | Eiche | 6.31.649 |
| BW   | Eiche bei der Weimesmühle      | Tiefengruben 50° 28′ 42,6″ N, 9° 39′ 28,7″ O |              | Eiche | 6.31.650 |
| BW   | Altarme der Fliede             | Tiefengruben 50° 28′ 34,9″ N, 9° 39′ 21″ O   |              |       | 6.31.651 |

## Belege
1. ↑  
Naturdenkmalliste. (pdf; 866 kB) Anhang zu TOP II.22 der Kreistagssitzung am 07.06.2010. Naturdenkmale im Landkreis Fulda. Der Kreisausschuss Landkreis Fulda, 26. Mai 2010, abgerufen am 24. Januar 2016.

- Karte mit allen Koordinaten:
- OSM |
- WikiMap